# Воскресенский, Антон Игоревич
Антон Игоревич Воскресенский (род. 17 июля 1977 года) — российский архитектор, член-корреспондент РАХ (2013).
В 2006 году - окончил Московский архитектурный институт.
В 2013 году - избран членом-корреспондентом Российской академии художеств от Отделения архитектуры.
Член Московского союза художников.
Ведущий архитектор проектного бюро «Творческая мастерская архитектора Воскресенского».
Автор ряда проектов архитектурно-скульптурных и мемориальных ансамблей в России и за рубежом. 
Основные проекты: памятник архитектору Ле Корбюзье на Мясницкой улице в Москве (скульптор А. В. Тыртышников, 2015 год); проект скульптурно-архитектурного решения памятника Г. П. Вишневской (совместно с М. В. Баскаковым, А. Д. Чебаненко, 2016 год).